# Ctenochromis pectoralis
Espèce
Synonymes
- Haplochromis pectoralis (Pfeffer, 1893)
- Harpagochromis pectoralis  (Pfeffer, 1893)
- Tilapia pectoralis (Pfeffer, 1893)

Statut de conservation UICN

 EX  : Éteint
Ctenochromis pectoralis est une espèce éteinte de poissons perciformes de la famille des Cichlidés. Elle était endémique du lac Tanganyika.

## Publication originale
- Pfeffer, G. J. (1893). Ostafrikanische Fische gesammelt von Herrn Dr. F. Stuhlmann im Jahre 1888 und 1889. Jahrbuch der Hamburgischen Wissenschaftlichen Anstalten. v. 10: 131-177, Pls. 1-3. [Also as a separate, pp. 3-49, Pls. 1-3.].